# Héros national
Ne doit pas être confondu avec Héros populaire ou Père de la Nation.
Vous pouvez aider à l'améliorer ou bien discuter des problèmes sur sa page de discussion.
- Il ne cite pas suffisamment ses sources. Vous pouvez indiquer les passages à sourcer avec {{référence nécessaire}} ou {{Référence souhaitée}}, et inclure les références utiles en les liant aux notes de bas de page. (Marqué depuis septembre 2017)
- Il a besoin d'un nouveau plan. (Marqué depuis septembre 2017)

- Archive Wikiwix
- Bing
- Cairn
- DuckDuckGo
- E. Universalis
- Gallica
- Google
- G. Books
- G. News
- G. Scholar
- Persée
- Qwant
- (zh) Baidu
- (ru) Yandex
- (wd) trouver des œuvres sur Wikidata

Un héros national est un personnage historique réel ou mythologique, ayant eu un rôle avéré ou symbolique dans la constitution ou l'évolution de sa nation, au point de bénéficier d'une reconnaissance officielle ou quasi-consensuelle dans son pays. La notion de héros correspond donc à l'attribution d'un certain nombre de qualités et de caractéristiques, objectives ou parfois plus fantasmées, à un personnage, par sa communauté nationale ou une communauté nationale s'en revendiquant.
De nombreuses nations possèdent une ou plusieurs figures héroïques, parfois légendaires, dont les actions et la personnalité sont honorées et mises en exergue comme exemple. Il importe de distinguer les héros nationaux officiels, commémorés chaque année par un État à une date précise, des héros nationaux dans la culture populaire nationale, et qui ne bénéficient donc pas de jour dédié par une nation : ces derniers se rapprochent bien souvent des héros populaires, qui eux peuvent comporter une dimension moins consensuelle ou méritoire. Certains héros nationaux, en général officiels, se voient également attribuer la distinction de père de la patrie, presque toujours a posteriori.

## Types de reconnaissance et de commémorations
Chaque pays peut marquer sa reconnaissance envers l'un de ses héros nationaux de manière propre à sa culture. Des généralités s'observent néanmoins.

### Jour de commémoration
Le jour de la mort ou de la naissance peut être décrété fête nationale ou jour férié.

### Monuments ou lieux commémoratifs
Il est très fréquent de voir une nation donner de manière quasi-systématique le nom d'un héros national à ses rues, places, parcs, écoles, centres, voire villes. On retrouve fréquemment des statues ou des symboles du personnage.
Les lieux de vie, comme la maison natale de la personne, peuvent aussi devenir un musée.

### Objets commémoratifs
Le héros national orne régulièrement des pièces de monnaie ou billets, des timbres, et des décorations à son effigie.

## Héros nationaux officiels et commémorations par pays
- Afghanistan :  le titre de héros national est décerné au Commandant Massoud[1] et en 2015 à l'enfant-soldat Wasil Ahmad.
- Algérie : l’émir Abdelkader ibn Muhieddine devient une figure nationale à partir de 1964, sert à justifier l’abandon du système des tribus au bénéfice d’une unité centrale. Il est déclaré héros national en 1966 après que Houari Boumediène ait rapatrié ses ossements de Syrie en Algérie aux carré des martyrs du Cimetière d'El Alia, situé à Alger, et père fondateur de l’état algérien
- Angola : le jour de naissance du héros national angolais Agostinho Neto, le 17 septembre, est fêté comme Journée des héros nationaux et est férié.
- Barbade : le 28 avril est Jour des héros nationaux et férié[2]
- Bulgarie : le héros national par excellence du pays est Vasil Levski (« l'apôtre de la Liberté »), mais d'autres sont également considérés comme des héros nationaux (Khristo Botev, Hadji Dimitar, Georgi Sava Rakovski, ou encore Stefan Karadja), tous des héros de la Révolution bulgare contre l'envahisseur ottoman à la fin du XIXe siècle. Ils sont tous considérés comme les « Apôtres de la Liberté » et jouissent d'une vénération assez importantes auprès des bulgares, tout particulièrement Vasil Levski, l'organisateur de la Révolution.
- Burkina Faso : Thomas Sankara est parfois considéré comme un « Che Guevara africain ». Au Burkina Faso, une multitude de partis et de mouvements de la société civile se réclament de lui. Il est parfois surnommé le « président des enfants » ou le « président des pauvres ». Ainsi, il fut déclarer officiellement comme Héros de la Nation du Burkina Faso sous le règne du Président Ibrahim Traoré lors d'une décision prise par le Gouvernement en sa séance du Conseil des Ministres du mercredi 4 octobre 2023.
- Cap-Vert : le 20 janvier est Jour des héros et férié.
- Costa Rica : le pays a officiellement décerné des distinctions de héros nationaux (Benemérito de la Patria) avec des grades divers à une centaine de personnalités[3].
- Égypte : Le président Gamal Abdel Nasser était un président connu pour son autorité, le fait qu’il était incorruptible et fit passer l'Égypte d'un protectorat britannique à une puissance influente du tiers monde. Il était le modèle de beaucoup de partisans du panarabisme comme Ahmed Ben Bella avec l’Algérie qui était un fervent nassériste, Mouammar Kadhafi avec la Libye, qui considérait Nasser comme un héros et chercha à lui succéder en tant que « chef des Arabes », le colonel Gaafar Nimeiry, partisan de Nasser, prit le pouvoir au Soudan, Abdallah al-Sallal renversa la monarchie du Yémen du Nord au nom du panarabisme de Nasser et des coups d'État inspirés par ses idées furent organisés en Irak en juillet 1958 et en Syrie en 1963
- États-Unis : Four Chaplains Day[4] (« Jour des Quatre Aumôniers »).
- France : Jeanne d'Arc est célébrée chaque année au cours de la fête nationale de Jeanne d'Arc et du patriotisme, le deuxième dimanche de mai. Certains héros de la Résistance, comme Charles de Gaulle ou Jean Moulin sont aussi parfois considérés comme des héros nationaux.
- Jamaïque : un Ordre du Héros National est institué depuis 1969 par le gouvernement jamaïcain. C'est le plus haut grade des cinq distinctions attribuées aux personnalités méritantes. Sept personnes l'ont obtenu : Paul Bogle, Sir Alexander Bustamante, Marcus Garvey, George William Gordon, Norman Manley, Nanny of the Maroons, Samuel Sharpe[5]
- Libye : Le 16 septembre est déclaré jour de deuil et de commémoration du martyr Omar al-Mokhtar. Un musée dédié à sa mémoire a été érigé; y sont exposées, les armes utilisées par Omar al-Mokhtar et ses compagnons contre les Italiens. Sous le régime de Mouammar Kadhafi, le billet de 10 dinars libyens de 2004 est frappé à l'effigie d'Omar al-Mokhtar.
- Maroc : Mohammed V est considéré par beaucoup comme le « père de la nation marocaine moderne » (Abb al-Watan al-Maghribi)
- Mozambique : le 3 février est Jour des héros et férié.
- Namibie : le 26 août est Jour des héros, il commémore le début de la lutte armée lors de la guerre d'indépendance de la Namibie[6].
- Nicaragua : le 16 mars et le 12 août, célébration de la naissance et du décès du major-général Juan Santamaría (1792-1869), vainqueur à la bataille de l'Hacienda San Jacinto contre les flibustiers de William Walker le 14 septembre 1856 [7].
- Népal : une liste de 18 personnalités historiques a été établie par une commission officielle en 1955. (Héros nationaux du Népal)
- Paraguay : commémoration chaque 1er mars du Día de los Héroes en hommage à Francisco Solano López.
- Philippines : commémoration chaque 4e lundi du mois d'août de la Journée des Héros nationaux ((Araw ng mga Bayani)), est un jour férié. Sont particulièrement mis à l'honneur Andres Bonifacio, Marcelo H. del Pilar, Emilio Aguinaldo et José Rizal, membres du Katipunan, parti révolutionnaire clandestin. José Rizal est cependant le plus commémoré puisque le 30 décembre, anniversaire de son exécution est jour férié.
- Portugal : La fête nationale portugaise commémore la mort du poète Luís de Camões (1580)
- République démocratique du Congo : le 16 janvier est la date anniversaire de l'assassinat de Laurent Désiré Kabila et le 17 janvier est la date anniversaire de l'assassinat du premier Ministre Patrice Émery Lumumba père de l'indépendance nationale. Le 1er juin, date de retour du corps d'Étienne Tshisekedi wa Mulumba wa Mulumba en RDC, il est élevé au rang de héros national[8].
- République tchèque : les Tchèques ont fait de Jean Huss l’allégorie de leur nation face à l'oppression catholique, impériale et allemande : c'est un héros national commémoré chaque 6 juillet, jour de sa mort sur le bûcher, par un jour férié.
- Russie : Le concept de héros national a été systématisé dans l'ancienne URSS, les Héros de l'Union soviétique, rebaptisés Héros de la Russie après la chute de l'URSS, ils sont plus de 12 000 et portent une étoile d'or.
- Saint-Christophe-et-Niévès : le 16 septembre, jour de naissance du héros national Robert Bradshaw est fêté le Jour des héros nationaux.
- Saint-Vincent-et-les-Grenadines : le 14 mars est Jour des héros.
- Tunisie : Habib Bourguiba est considéré comme héros national et père fondateur de l’état tunisien. La quasi-totalité des villes de Tunisie possèdent une rue ou avenue portant le nom de Bourguiba dès l'indépendance du pays. La plus célèbre d'entre elles est l'avenue Habib-Bourguiba située à Tunis. En 1965, il obtient même, lors d'un voyage dans dix pays d'Afrique, qu'une avenue porte son nom dans chacune des capitales traversées.
- Ouganda : le 9 juin est Jour des héros.
- Zambie : le 2 juillet est Jour des héros et férié.
- Zimbabwe : le 11 août est Jour des héros et férié.

## Les héros nationaux culturels ou populaires
- Si vous ne connaissez pas le sujet, laissez ce bandeau (vous pouvez alors contacter les auteurs).
- Si vous supprimez le contenu mis en cause (vous pouvez préalablement contacter les auteurs),

argumentez précisément cette suppression dans la page de discussion
(un manque de référence n'est pas un argument ; une recherche réelle de référence doit avoir été effectuée, être formellement documentée).
Ils bénéficient, dans la nation qui les reconnaît, d'un consensus culturel majoritaire. Leurs titres de gloire sont toujours rattachés aux origines de la nation, ils en ont été souvent la première représentation et ont parfois perdu leur vie à la défense de ses libertés. Cependant, ils n'ont pas une reconnaissance officielle en tant que telle, leur culte est plutôt populaire et traditionnel. Parmi les plus significatifs à divers titres :
- Afrique du Sud : Nelson Mandela
- Albanie : Skanderbeg
- Algérie : Jugurtha, Abd al-Mumin[9], Abdelkader ibn Muhieddine, Messali Hadj, Larbi Ben M'hidi, Ali la Pointe, Hocine Aït Ahmed, Abane Ramdane, Lalla Fatma N'Soumer, Mohammed Boudiaf, Krim Belkacem, Amirouche Aït Hamouda, Rabah Bitat, Mostefa Ben Boulaïd, Mohamed Khider, Ahmed Ben Bella
- Allemagne : Arminius, Frédéric le Grand, Otto von Bismarck
- Argentine : Diego Maradona, Lionel Messi
- Belgique : Ambiorix, Godefroid de Bouillon, Charles Quint, Léopold Ier, Albert Ier, Baudouin
- Bulgarie : Kroum, Vasil Levski, Khristo Botev
- Burkina Faso : Thomas Sankara
- Brésil : Joaquim José da Silva Xavier, Pierre Ier
- République populaire de Chine : Zhang Xueliang, Mao Zedong
- Chili : Arturo Prat
- Colombie : Simón Bolívar
- Corée du Sud,  Corée du Nord : Yi Sun-sin
- Croatie : Stjepan Radić, Josip Jelačić
- Cuba : José Martí, William Alexander Morgan, Che Guevara
- Égypte : Ashraf Marwan (aussi en Israël), Gamal Abdel Nasser
- Espagne : Rodrigo Díaz de Vivar, Pélage le Conquérant, Amaro Rodríguez Felipe, Isabelle Ire et Ferdinand II
- États-Unis : George Washington, Davy Crockett, Abraham Lincoln, Franklin Delano Roosevelt, Neil Armstrong
- Finlande : Carl Gustaf Emil Mannerheim
- France : Vercingétorix[10], Jeanne d'Arc, Napoléon Bonaparte, Jean Moulin, Charles de Gaulle
- Grèce : Léonidas, Thémistocle, Alexandre le Grand, Theódoros Kolokotrónis
- Haïti : Toussaint Louverture,  Jean-Jacques Dessalines
- Hongrie : Árpád, Lajos Kossuth, Imre Nagy
- Inde : Mahatma Gandhi, Subhash Chandra Bose
- Indonésie : Soekarno
- Iran : Cyrus le Grand, Mirza Koutchak Khan
- Irlande : Brian Boru
- Israël : Theodor Herzl, Joseph Trumpeldor, Yitzhak Rabin, Ashraf Marwan (aussi en Égypte)
- Italie : Jules César, Giuseppe Garibaldi, Victor-Emmanuel II
- Kazakhstan : Abaï Kunanbaïouly
- Maroc : Abdel Kader el-Allam, Mohammed Zerktouni, Youssef Ibn Tachfine, Abou Abbas Ahmas Al Mansour dit « le Victorieux », Abbas Messaadi, Mouha Ou Hammou Zayani, Assou Oubasslam, Abdelkrim El Khattabi, Mouha Ou Saïd Ouirra, Sayyida al-Hurra, El Hajj Hammou
- Mongolie : Gengis Khan
- Ouzbékistan : Tamerlan
- Pérou : Miguel Grau, Ernest Malinowski
- Pologne : Jean III Sobieski, Tadeusz Kościuszko, Józef Pilsudski
- Portugal : Viriathe, Alphonse Ier, Vasco de Gama, Fernand de Magellan
- Royaume-Uni : Boadicée, Horatio Nelson, Arthur Wellington, Winston Churchill
  -  Angleterre : Alfred le Grand, Richard Cœur de Lion, Henri V
  -  Écosse : William Wallace, Robert Bruce
- Russie : Alexandre Nevski, Ivan Soussanine, Dmitri Pojarski, Mikhaïl Koutouzov, Vladimir Ilitch Lénine, Vassili Grigorievitch Zaïtsev, Youri Gagarine
- Serbie : Lazare de Serbie, Miloš Obilić, Karageorges
- Suisse : Guillaume Tell[11], Arnold von Winkelried
- Tchéquie : Jan Hus, Jan Žižka
- Thaïlande : Naresuan, Taksin
- Tunisie : Habib Bourguiba, Hannibal Barca, Antalas, Mohamed Daghbaji, Lazhar Chraïti
- Turquie : Alp Arslan, Mehmed II, Soliman le Magnifique, Mustafa Kemal Atatürk, İsmet İnönü, Mustafa Fehmi Kubilay
- Ukraine : Stepan Bandera, Ivan Mazepa
- Venezuela : Simón Bolívar
- Viêt Nam : Đề Thám, Lê Lợi, Hô Chi Minh, Hung Vuong, Hai Ba Trung, Lý Nam Đế, Ngô Quyền, Đinh Tiên Hoàng, Lê Hoàn, Ly Thai To, Lý Thường Kiệt, Trần Nhân Tông, Nguyên Trai, Quang Trung
- Zimbabwe : Robert Mugabe[12].